# Liste der Monuments historiques in Bréal-sous-Montfort
Die Liste der Monuments historiques in Bréal-sous-Montfort führt die Monuments historiques in der französischen Gemeinde Bréal-sous-Montfort auf.

## Liste der Bauwerke
| Bezeichnung                       | Beschreibung | Standort | Kennzeichnung | Schutzstatus | Datum | Bild           |
| --------------------------------- | ------------ | -------- | ------------- | ------------ | ----- | -------------- |
| Site gallo-romain de la Bouexière |              | (Lage)   | PA35000009    | Inscrit      | 2000  |                |
| Friedhofskreuz                    |              | (Lage)   | PA00090510    | Inscrit      | 1933  | weitere Bilder |
| Château du Molant                 | Schloss      | (Lage)   | PA00090965    | Classé       | 1993  | weitere Bilder |
| Château de la Haute-Forêt         | Schloss      | (Lage)   | PA35000029    | Inscrit      | 2007  |                |

## Liste der Objekte
- Monuments historiques (Objekte) in Bréal-sous-Montfort in der Base Palissy des französischen Kultusministeriums